# Hide (gitarist)
Hideto Matsumoto (Kanji: 松本 秀人) (Yokosuka, 13 december 1964 – Tokio, 2 mei 1998), bekend onder zijn pseudoniem hide, was een Japans muzikant, zanger, songwriter, platenproducent en gitarist. Hij werd bekend als gitarist van de Japanse Visual keiband X Japan. Het hoogtepunt van zijn carrière volgde na zijn tijd met X Japan. Hij richtte zijn eigen band op genaamd Hide with Spread Beaver, vergaarde faam als solo-artiest en richtte in de Verenigde Staten de band Zilch op.
Hide stierf op 2 mei 1998 in zijn appartement, op het hoogtepunt van zijn carrière. Zijn kamergenoot vond hem de nacht van 1 op 2 mei amper levend, hangend aan een gescheurde handdoek. Hij stierf op weg naar het ziekenhuis. Er bestaat nog steeds twijfel of zijn dood een ongeval of zelfmoord was. Hide stond erom bekend gevaarlijke stunts uit te halen wanneer hij dronken was. Een aantal zijn vrienden, waaronder Yoshiki van X Japan, zeiden dat het een ongeluk was. Volgens hen zou hij een techniek hebben gebruikt om zijn rug te ontlasten, maar is dit verkeerd gelopen omdat hij dronken was.
In verband met X Japan wordt hide's naam gespeld als "HIDE" (met hoofdletters). Voor zijn solowerk gebruikte hij de naam "hide" (kleine letters).

## Discografie
Studioalbums
- Hide Your Face (23 februari 1994)
- Psyence (2 september 1996)
- Ja, Zoo (21 november 1998)

Singles
- Eyes Love You (5 augustus 1993)
- 50% & 50% (5 augustus 1993)
- Dice (21 januari 1994)
- Tell Me (24 maart 1994)
- Misery (24 juni 1996)
- Beauty & Stupid (12 augustus 1996)
- Hi-Ho/Good Bye (18 december 1996)
- Rocket Dive (28 januari 1998)
- Pink Spider (13 mei 1998)
- Ever Free (27 mei 1998)
- Hurry Go Round (21 oktober 1998) (postuum)
- Tell Me (19 januari 2000, postume heropname)
- In Motion (10 juli 2002) (postuum)